# Fotosinteza
Fotosinteza je biološki proces kojim stanični organizmi pretvaraju energiju svjetlosti u kemijsku energiju. Kemijska se energija pohranjuje u organskim spojevima koje organizmi poslije mogu iskorištavati za pokretanje drugih aktivnosti, metabolizirajući ih u procesu staničnoga disanja. 
Izraz se obično odnosi na kisikovu fotosintezu, u kojoj je kisik jedan od produkata, a dio proizvedene kemijske energije pohranjuje se u molekulama ugljikohidrata kao što su šećeri, škrob, glikogen i celuloza. Oni se u inače energijski nepovoljnoj reakciji sintetiziraju od ugljikova dioksida i vode, prema ukupnoj pojednostavljenoj kemijskoj jednadžbi
 +  →  + 
Fotosintezu obavlja većina biljaka, alga i cijanobakterija pa ih se naziva fotoautotrofima. Fotosinteza je u velikoj mjeri odgovorna za proizvodnju i održavanje razine kisika u Zemljinoj atmosferi i pribavlja većinu energije bioloških procesa potrebne za život višestaničnih organizama.
Neke bakterije imaju fotosintezu u kojoj je umjesto kisika produkt sumpor, koristeći bakterioklorofil za cijepanje sumporovodika kao donora elektrona umjesto vode. Arheje kao što je Halobacterium također imaju vrstu anoksigene fotosinteze bez fiksiranja ugljika asimilacijom, a one jednostavniji fotopigment retinal i njegove mikrobne rodopsinske derivate koriste za apsorbiranje zelene svjetlosti i pogon protonske pumpe za izravnu sintezu adenozin trifosfata (ATP). Takva fotosinteza mogla je biti najraniji oblik fotosinteze razvijen na Zemlji, koji seže sve do paleoarhaika, prethodeći fotosintezi u cijanobakterija.
Iako se fotosinteza razlikuje u pojedinih vrsta, u osnovi su procesa uvijek bjelančevine koje se nazivaju reakcijski centri i koje sadrže fotosintetske pigmente ili kromofore koji apsorbiraju energiju kvanata svjetlosti. U biljkama se radi o klorofilu, derivatima porfirina koji apsorbiraju crveni i plavi dio spektra, a reflektiraju zelenu boju. Klorofil se nalazi u organelama koje se zovu kloroplasti, a kojih ima najviše u citoplazmi stanica lista, dok su u bakterijama ugrađeni u staničnu membranu. U tim reakcijama ovisnima o svjetlu dio energije odlazi na odvajanje elektrona iz pogodnih spojeva; u slučaju kada je to voda, stvara se plinoviti kisik. Vodik oslobođen cijepanjem vode koristi se u stvaranju dva spoja koji služe kao kratkoročne zalihe energije za kasnije pokretanje drugih reakcija: reducirani nikotinamid adenin dinukleotid fosfat (NADPH) i adenozin trifosfat (ATP).
U biljkama, algama i cijanobakterijama šećeri se sintetiziraju naknadnim nizom reakcija neovisnih o svjetlu koji se naziva Calvinov ciklus. U njemu se atmosferski ugljikov dioksid ugrađuje u već postojeće organske ugljikove spojeve kao što je ribuloza-1,5-bisfosfat (RuBP). Upotrebom ATP-a i NADPH-a proizvedenih reakcijama ovisnima o svjetlu dobiveni se spojevi zatim reduciraju i uklanjaju kako bi se stvarali ugljikohidrati kao što je glukoza. Neke bakterije u istom cilju koriste mehanizme poput obrnutog Krebsovog ciklusa.
Prvi fotosintetski organizmi vjerojatno su evoluirali rano u evolucijskoj povijesti života i najvjerojatnije su kao izvore elektrona umjesto vode koristili donore elektrona poput vodika i sumporovodika. Poslije su se pojavile cijanobakterije, a višak kisika koji su proizvodile pridonio je oksigenaciji Zemlje, što je omogućilo evoluciju složenog višestaničnog života. Danas je prosječna stopa uhvata energije fotosintezom na globalnoj razini oko 130 teravata, što je oko osam puta više od potrošnje energije ljudske civilizacije. Fotosintetski organizmi uz to godišnje pretvaraju milijardu metričkih tona ugljika u biomasu.
Fotosinteza je važna za klimatske procese jer uhvaća ugljikov dioksid iz zraka, a zatim veže ugljik u biljke, a potom i u tlo. Od početka 20. stoljeća udio ugljikova dioksida u atmosferi povećao se s 280 ppm na 412 ppm, što je povećanje od 280 milijarda tona. Fotosintezom se svake godine veže više od 200 milijarda tona ugljika. Procjenjuje se da samo žitarice vežu 3,8 milijarda metričkih tona ugljikova dioksida godišnje.

## Pregled
Većina fotosintetskih organizama jesu fotoautotrofi, što znači da su sposobni sintetizirati hranu izravno od ugljikova dioksida i vode koristeći svjetlosnu energiju. Organizmi koji su fotoheterotrofi kao izvor ugljika koriste organske spojeve, a ne ugljikov dioksid.
U biljkama, algama i cijanobakterijama fotosintezom se oslobađa kisik, i to je najzastupljenija vrsta fotosinteze u živim organizmima. Biljke koje žive u sjeni (sciofite) tijekom fotosinteze proizvode toliko malo kisika da ga same iskoriste umjesto da ga ispuštaju u atmosferu.
Iako postoje neke razlike između fotosinteze u biljkama, algama i cijanobakterijama, proces je u svima njima sličan. Postoje i mnoge varijante anoksigene fotosinteze, ponajviše u bakterija, koje troše ugljikov dioksid, ali ne otpuštaju kisik.[nedostaje izvor]
Ugljikov dioksid pretvara se u šećere u procesu koji se naziva fiksacija (asimilacija) ugljika. Fiksacija ugljika endotermna je redoks-reakcija, a fotosinteza je općenito suprotna staničnom disanju: dok je fotosinteza proces redukcije ugljikova dioksida u ugljikohidrate, stanično disanje je oksidacija ugljikohidrata ili drugih hranjivih tvari u ugljikov dioksid, uz oslobađanje spremljenje kemijske energije za pokretanje metabolizma organizma. Hranjive tvari koje se koriste u staničnom disanju uključuju ugljikohidrate, aminokiseline i masne kiseline.
Fotosinteza i stanično disanje različiti su procesi jer se odvijaju kroz različite nizove kemijskih reakcija i u različitim staničnim odjeljcima. 
Otkrivši sličnost fotosinteze u zelenih biljaka i zelenih sumpornih bakterija vrlo slične i da se radi o redoks-reakcijama Cornelis van Niel predložio je opću jednadžbu za fotosintezu
 +  +  →  +  + 
Budući da se voda koristi kao donor elektrona u kisikovoj fotosintezi, jednadžba za taj proces jest
 +  +  →  +  + 
Jednadžbom se naglašava da je voda i reaktant u reakciji ovisnoj o svjetlu i proizvod reakcije neovisne o svjetlu, ali poništavanje molekula vode sa svake strane daje neto jednadžbu
 +  +  →  + 
Drugi procesi umjesto vode koriste druge spojeve u ulozi donora elektrona. Na primjer, neki mikrobi koriste Sunčevu svjetlost da oksidiraju arsenit u arsenat; nastali ugljikov monoksid služi u naknadnim reakcijama za izgradnju drugih spojeva
 + 3– +  → 3– + 
Fotosinteza se odvija u dvije faze. U prvoj fazi reakcije ovisne o svjetlu energiju svjetlosti koriste za stvaranje nosača vodika NADPH i molekule za pohranu energije ATP. Tijekom druge faze reakcije neovisne o svjetlu koriste te proizvode za uhvat i redukciju ugljikova dioksida.
Većina organizama s kisikovom fotosintezom koristi vidljivu svjetlost za reakcije ovisne o svjetlu, iako najmanje tri koriste kratkovalno infracrveno zračenje.
Neki organizmi imaju još radikalnije inačice fotosinteze. Neke arheje imaju jednostavniju metodu koja koristi pigment sličan onima koji se koriste za vid kod životinja. Bakteriorodopsin mijenja svoju konfiguraciju kao odgovor na Sunčevu svjetlost, djelujući kao protonska pumpa. To stvara gradijent protona, koji se zatim pretvara u kemijsku energiju. Proces ne uključuje fiksaciju ugljikova dioksida i ne oslobađa kisik, a čini se da se razvio odvojeno od uobičajenih tipova fotosinteze.

## Fotosintetske membrane i organele
1. vanjska membrana
2. međumembranski prostor
3. unutarnja membrana
4. stroma, vodenasta tekućina
5. tilakoidni lumen, unutrašnjost tilakoida
6. tilakoidna membrana
7. granum, stog tilakoida
8. tilakoid (lamella)
9. škrob
10. ribosom
11. plastidni DNA
12. plastoglobule, kapljice lipida

U fotosintetskih bakterija proteini koji prikupljaju svjetlost za fotosintezu ugrađeni su u stanične membrane. U najjednostavnijem obliku to uključuje membranu koja okružuje samu stanicu. Međutim, membrana može biti gusto presavijena u cilindrične listove zvane tilakoidi ili skupljena u okrugle vezikule koje se nazivaju intracitoplazmatske membrane. Te strukture mogu ispuniti veći dio unutrašnjosti stanice, dajući membrani vrlo veliku površinu i time povećavajući količinu svjetlosti koju bakterije mogu apsorbirati.
U biljkama i algama fotosinteza se odvija u organelama koje se nazivaju kloroplasti. Tipična biljna stanica sadrži 10 do 100 kloroplasta. Kloroplast je obavijen membranom koja se sastoji od fosfolipidne unutarnje membrane, fosfolipidne vanjske membrane i međumembranskog prostora. Okružena membranom nalazi se vodenasta tekućina koja se naziva stroma. Unutar strome ugrađene su nakupine tilakoida (grana), koji su mjesto odvijanja fotosinteze. Tilakoidi izgledaju kao spljošteni diskovi. Sam tilakoid okružen je tilakoidnom membranom, a unutar zatvorenog volumena nalazi se lumen ili tilakoidni prostor. U tilakoidnu membranu ugrađeni su integralni i periferni membranski proteinski kompleksi fotosintetskog sustava.
Biljke primarno apsorbiraju svjetlost pomoću pigmenta klorofila. Zeleni dio svjetlosnog spektra ne apsorbira se već se reflektira, zbog čega većina biljaka ima zelenu boju. Osim klorofila, biljke koriste pigmente poput karotena i ksantofila. Alge također koriste klorofil, ali prisutni su i razni drugi pigmenti, poput fikocijanina, karotena i ksantofila u zelenim algama, fikoeritrina u crvenim algama (rodofiti) i fukoksantina u smeđim algama i algama kremenjašicama, što rezultira velikom raznolikošću boja.
Pigmenti su ugrađeni u biljke i alge u komplekse koji se nazivaju antenski proteini, koji su raspoređeni tako da rade u sinergiji. Zbog toga se kombinacija proteina naziva i kompleksom za prikupljanje svjetlosti.
Iako sve stanice u zelenim dijelovima biljke imaju kloroplaste, većina kloroplasta nalazi se u prilagođenim strukturama zvanim lišće. Vrste koje žive u uvjetima jakog sunca i suhe klime, kao što su mnoge vrste mlječika i kaktusa, imaju svoje glavne fotosintetske organe u stabljikama. Stanice unutarnjeg tkiva lista, koje se nazivaju mezofil, mogu sadržavati između 450 000 i 800 000 kloroplasta po kvadratnom milimetru lista. Površina lista prekrivena je vodootpornom voštanom kutikulom koja štiti list od prekomjernog isparavanja vode i smanjuje apsorpciju ultraljubičaste ili plave svjetlosti kako bi se minimaliziralo zagrijavanje. Prozirni sloj epidermisa omogućuje prolaz svjetlosti do mezofilnih stanica lista gdje se odvija većina fotosinteze.

## Reakcije ovisne o svjetlu
U reakcijama ovisnim o svjetlu jedna molekula pigmenta klorofila apsorbira jedan foton i gubi jedan elektron. Taj elektron preuzima modificirani oblik klorofila nazvan feofitin, koji prosljeđuje elektron molekuli kinona, započinjući tok elektrona niz transportni lanac elektrona koji dovodi do konačne redukcije NADP-a u NADPH. Osim toga, stvara se protonski gradijent (gradijent energije) preko membrane kloroplasta, koji koristi ATP sintaza u sintezi ATP-a. Molekula klorofila konačno vraća elektron koji je izgubila kada se molekula vode podijeli u procesu zvanom fotoliza, pri čemu se oslobađa kisik.
Ukupna jednadžba za reakcije ovisne o svjetlu u uvjetima necikličnog protoka elektrona u zelenim biljkama jest
2H2O + 2 NADP+ + 3 ADP + 3 Pi + svjetlost → 2 NADPH + 2 H+ + 3 ATP + O2
Ne mogu sve valne duljine svjetlosti pokretati fotosintezu. Spektar fotosintetskog djelovanja ovisi o vrsti prisutnih pomoćnih pigmenata. Na primjer, kod zelenih biljaka reakcijski spektar nalikuje apsorpcijskom spektru za klorofile i karotenoide s apsorpcijskim vrhovima u ljubičasto-plavom i crvenom svjetlu. Kod crvenih alga akcijski spektar je u plavo-zelenom području, koje im omogućuje iskorištavanje plavog kraja spektra za rast u dubljim vodama, jer je do njih već filtrirano svjetlo većih valnih duljina kakvo koriste nadzemne zelene biljke. Neapsorbirani dio spektra fotosintetskim organizmima daje boju koju vidimo (zelene biljke, crvene alge, ljubičaste bakterije) i najmanje je učinkovit za fotosintezu u tim organizmima.

### Z-shema
U biljkama se reakcije ovisne o svjetlu odvijaju u tilakoidnim membranama kloroplasta gdje pokreću sintezu ATP-a i NADPH-a. Reakcije ovisne o svjetlu dolaze u dva oblika: cikličkom i necikličkom.
U necikličkoj reakciji fotoni se apsorbiraju u antenskim kompleksima fotosustava II za prikupljanje svjetlosti uz pomoć klorofila i pomoćnih pigmenata. Apsorpcija fotona oslobađa elektron procesom koji se naziva fotoinduciranim odvajanjem naboja. Antenski sustav u središtu je molekule klorofila reakcijskog centra fotosustava II. Oslobođeni elektron preuzima primarna molekula akceptora elektrona, feofitin. Kako se elektroni kreću kroz elektronski transportni lanac (Z-shema), stvara se kemiosmotski potencijal pumpanjem protonskih kationa (H+) preko membrane i u tilakoidni prostor. Enzim ATP sintaza koristi taj kemiosmotski potencijal za stvaranje ATP-a tijekom fotofosforilacije, dok je NADPH proizvod terminalne redoks-reakcije u Z-shemi. Elektron ulazi u molekulu klorofila u fotosustavu I. Tamo ga dodatno pobuđuje svjetlo koje apsorbira taj fotosustav, a zatim prolazi duž lanca akceptora elektrona na koje prenosi dio svoje energije. Energija isporučena akceptorima elektrona koristi se za pomicanje vodikovih iona preko tilakoidne membrane u lumen. Elektron se na kraju koristi za redukciju koenzima NADP s H+ u NADPH (koji ima funkcije u reakciji neovisnoj o svjetlu), pri čemu završava put toga elektrona.
Ciklična reakcija slična je necikličnoj, no u njoj se stvara samo ATP, ali ne i reducirani NADP (NADPH). Ciklička reakcija odvija se samo u fotosustavu I. Nakon što je elektron istisnut iz fotosustava, prenosi se niz molekule akceptora elektrona i vraća se u fotosustav I iz kojega je emitiran. Zbog tog kruženja elektrona reakcija se zove ciklička reakcija.

### Fotoliza vode
Fotoliza vode je proces u kojem se molekula vode razlaže na H+ i OH- ione s pomoću Sunčeve svjetlosti.
Linearni transport elektrona kroz fotosustav ostavlja reakcijski centar fotosustava oksidiranim. Podizanje drugog elektrona prvo će zahtijevati ponovnu redukciju reakcijskog centra. Pobuđeni elektroni odvojeni od reakcijskog centra P700 fotosustava I zamjenjuju se prijenosom iz plastocijanina, čiji elektroni dolaze iz transporta elektrona kroz fotosustav II. Fotosustav II, kao prvi korak Z-sheme, zahtijeva vanjski izvor elektrona za redukciju oksidiranog klorofila reakcijskog centra a. Izvor elektrona za fotosintezu kod zelenih biljaka i cijanobakterija jest voda. Dvije molekule vode oksidiraju se energijom četiri uzastopne reakcije odvajanja naboja fotosustava II kako bi se dobila molekula dvoatomnog kisika i četiri iona vodika. Dobiveni elektroni prenose se na redoks-aktivan tirozinski ostatak koji se oksidira energijom P680+. Ovo poništava sposobnost P680 da apsorbira još jedan foton i otpusti još jedan fotodisocirani elektron. Oksidaciju vode u fotosustavu II katalizira redoks-aktivna struktura koja sadrži četiri iona mangana i ion kalcija; ovaj kompleks koji razvija kisik veže dvije molekule vode i sadrži četiri oksidacijska ekvivalenta koji se koriste za pokretanje reakcije oksidacije vode (Kokovi dijagrami S-stanja). Vodikovi ioni oslobađaju se u lumenu tilakoida i stoga doprinose transmembranskom kemiosmotskom potencijalu koji dovodi do sinteze ATP-a. Kisik je otpadni proizvod reakcija ovisnih o svjetlu, ali ga većina organizama na Zemlji koristi za stanično disanje, uključujući fotosintetske organizme.

## Reakcije neovisne o svjetlu

### Calvinov ciklus
U reakcijama neovisnim o svjetlu enzim RuBisCO uzima CO2 iz atmosfere i u procesu koji se naziva Calvinov ciklus koristi novonastali NADPH i oslobađa šećere s tri ugljika, koji se kasnije spajaju u saharozu i škrob. Ukupna jednadžba za reakcije neovisne o svjetlu u zelenim biljkama jest:128
3 CO2 + 9 ATP + 6 NADPH + 6 H+ → C3H6O3-fosfat + 9 ADP + 8 Pi + 6 NADP+ + 3 H2O
Fiksacija ugljika kao međuprodukt ima šećer s tri ugljika, koji se zatim pretvara u konačne ugljikohidrate. Jednostavni šećeri proizvedeni fotosintezom zatim se koriste za stvaranje drugih organskih spojeva, kao što je građevni materijal celuloza, prekursori za biosintezu lipida i aminokiselina ili kao gorivo u staničnom disanju. Stanično disanje ne odvija se samo u biljkama nego i u životinjama kada ugljik i energija iz biljaka prolaze kroz hranidbeni lanac.
Fiksacija ili redukcija ugljikova dioksida proces je u kojem se ugljikov dioksid spaja sa šećerom od pet ugljika ribuloza-1,5-bisfosfatom kako bi se dobile dvije molekule spoja od tri ugljika, 3-fosfoglicerinske kiseline (3-PGA). Taj se spoj u prisutnosti ATP-a i NADPH-a proizvedenih tijekom stadija ovisnih o svjetlu reducira u gliceraldehid 3-fosfat. Većina (5 od 6 molekula) proizvedenog gliceraldehid 3-fosfata koristi se za regeneraciju ribuloza-1,5-bisfosfata kako bi se proces mogao nastaviti. Trioza fosfati koji se na taj način ne 'recikliraju' često se kondenziraju u obliku heksoza fosfata, koji u konačnici daju saharozu, škrob i celulozu, kao i glukozu i fruktozu. 
3-PGA je stabilna molekula koja izlazi iz strome u citoplazmu stanice.[nedostaje izvor] Tu tvori saharozu, glukozu, fruktozu, a ti se ugljikohidrati provodnim elementima floema odvode do korijenja, gomolja ili plodova i sjemena. Višak glukoze u stromi se kloroplasta pretvara u škrob te nakuplja u zrnca, asimilacijski škrob. Tijekom noći on se razgrađuje s pomoću enzima amilaza i pohranjuje u veća zrnca u bezbojne i fotosintetski neaktivne leukloplaste, tvoreći spremišni ili pričuvni škrob.
Šećeri proizvedeni tijekom metabolizma ugljika daju ugljikove kosture koji se mogu koristiti za druge metaboličke reakcije poput proizvodnje aminokiselina i lipida.

### Mehanizmi za koncentriranje ugljika

#### Na kopnu
U toplim i suhim atmosferskim uvjetima biljke zatvaraju puči kako bi spriječile gubitak vode. Tada se razina CO2 smanjuje, a plinovitog kisika proizvedenog svjetlosnim reakcijama fotosinteze povećava, uzrokujući povećanje fotorespiracije oksigenaznom aktivnosti ribuloza-1,5-bisfosfat-karboksilaze/oksigenaze (RuBisCO) i smanjenje fiksacije ugljika. Neke su biljke razvile mehanizme za povećanje koncentracije CO2 u lišću pod tim uvjetima.
Biljke koje koriste proces C4 fiksacije ugljika kemijski fiksiraju ugljikov dioksid u stanicama mezofila dodajući ga molekuli s tri ugljika fosfoenolpiruvatu (PEP). Tu reakciju katalizira enzim PEP karboksilaza, stvarajući oksaloctenu kiselinu s četiri ugljika. Oksaloctena kiselina ili malat sintetiziran ovim postupkom zatim se premješta u specijalizirane stanice gdje se nalaze enzim RuBisCO i drugi enzimi Calvinovog ciklusa, i gdje se CO2 oslobođen dekarboksilacijom kiselina s četiri ugljika zatim fiksira aktivnošću RuBisCO-a na 3-fosfoglicerinske kiseline s tri ugljika. Fizičko odvajanje RuBisCO-a od reakcija koje stvaraju kisik smanjuje fotorespiraciju i povećava fiksaciju CO2, a time i fotosintetski kapacitet lista. C4 biljke mogu proizvesti više šećera od C3 biljaka u uvjetima visoke osvijetljenosti i povišene temperature. Mnoge su važne biljne kulture C4 biljke, uključujući kukuruz, sirak, šećernu trsku i proso. Biljke koje ne koriste PEP-karboksilazu u fiksaciji ugljika nazivaju se C3 biljkama jer reakcija primarne karboksilacije, koju katalizira RuBisCO, proizvodi 3-fosfoglicerinske kiseline s tri ugljika izravno u Calvin-Bensonovom ciklusu. Više od 90 % biljaka ima C3 fiksaciju ugljika, dok tek 3 % ugljik fiksira u procesu C4. Međutim, evolucija procesa C4 u više od 60 biljnih loza čini ga upečatljivim primjerom konvergentne evolucije. Fotosinteza tipa C2, koja uključuje koncentriranje ugljika selektivnom razgradnjom fotorespiratornog glicina, evolucijski je prethodnik za C4, ali i sam po sebi koristan mehanizam koncentriranja.
Kserofiti kao što su kaktusi i većina sukulenata također koriste PEP karboksilazu za uhvat ugljikova dioksida u procesu koji se naziva metabolizam tustične kiseline (crassulacean acid metabolism, CAM). Za razliku od metabolizma C4 koji prostorno odvaja fiksaciju CO2 u PEP od Calvinovog ciklusa, CAM ta dva procesa odvaja u vremenu. CAM biljke imaju drugačiju anatomiju lišća od C3 biljaka i fiksiraju CO2 noću, kada su im puči otvorena. CAM biljke pohranjuju CO2 uglavnom u obliku jabučne kiseline karboksilacijom fosfoenolpiruvata u oksaloacetat, koji se zatim reducira u malat. Dekarboksilacija malata tijekom dana unutar lista oslobađa CO2, čime se omogućuje fiksacija ugljika u 3-fosfoglicerat s pomoću RuBisCO-a. CAM koristi 16 000 vrsta biljaka, među njima ananas i tustikovke (Crassulaceae). 
Biljke koje nakupljaju kalcijev oksalat, kao što su Amaranthus hybridus i Colobanthus alreadynsis, imaju inačicu fotosinteze u kojoj kristali kalcijevog oksalata djeluju kao dinamički rezervoari ugljika, opskrbljujući fotosintetske stanice ugljikovim dioksidom kada su stome djelomično ili potpuno zatvorene. Taj se proces naziva alarmna fotosinteza. U uvjetima stresa (primjerice pri nedostatku vode) oksalat oslobođen iz kristala kalcijevog oksalata pretvara se u CO2 pomoću enzima oksalat-oksidaze, a proizvedeni CO2 može podržavati reakcije Calvinovog ciklusa. Reaktivni vodikov peroksid, koji je nusprodukt reakcije oksalat oksidaze, može se neutralizirati katalazom. Alarmna fotosinteza predstavlja fotosintetsku inačicu koja se dodaje varijantama C4 i CAM. Međutim, alarmna fotosinteza, za razliku drugih vrsta, djeluje kao biokemijska pumpa koja uzima ugljik iz unutrašnjosti organa (ili iz tla), a ne iz atmosfere.

#### U vodi
Cijanobakterije imaju karboksisome koji povećavaju koncentraciju CO2 oko RuBisCO-a kako bi se povećala brzina fotosinteze. Enzim karboanhidraza, smješten unutar karboksisoma, oslobađa CO2 iz otopljenih hidrokarbonatnih iona (HCO3–). Prije nego što CO2 difundira van, RuBisCO koji je koncentriran unutar karbokisoma brzo ga apsorbira. Ioni HCO3– nastaju od CO2 izvan stanice pomoću druge karboanhidraze, a u stanicu ih aktivno ubacuje jedan membranski protein. Ioni ne mogu prijeći membranu dok su nabijeni, a unutar citosola se vrlo sporo pretvaraju natrag u CO2 bez pomoći karboanhidraze. To uzrokuje akumulaciju iona HCO3– unutar stanice odakle difundiraju u karboksisome. Pirenoidi u algama i antocerotama također djeluju tako da koncentriraju CO2 oko RuBisCO-a.

## Redoslijed i kinetika procesa
Proces fotosinteze odvija se u četiri faze:
| Pozornica | Opis                                                                | Vremenska skala             |
| --------- | ------------------------------------------------------------------- | --------------------------- |
| 1         | Prijenos energije u klorofilne antene (tilakoidne membrane)         | Femtosekunde do pikosekunda |
| 2         | Prijenos elektrona u fotokemijskim reakcijama (tilakoidne membrane) | Pikosekunde do nanosekunda  |
| 3         | Lanac prijenosa elektrona i sinteza ATP-a (tilakoidne membrane)     | Mikrosekunde do milisekunda |
| 4         | Fiksacija ugljika i izvoz stabilnih proizvoda                       | Milisekunde do sekunda      |

## Učinkovitost
Biljke obično pretvaraju svjetlost u kemijsku energiju s fotosintetskom učinkovitošću od 3 – 6 %. Ostatak apsorbirane svjetlosti rasipa se u obliku toplinske energije, s manjim dijelom od 1 – 2 % koji se ponovno emitira fluorescencijom klorofila na većim valnim duljinama (prema crvenom). Ova činjenica omogućuje mjerenje svjetlosne reakcije fotosinteze pomoću klorofilnih fluorometara.
Stvarna fotosintetska učinkovitost biljaka ovisi o frekvenciji/valnoj duljini svjetlosti, intenzitetu svjetlosti, temperaturi i udjelu ugljikova dioksida u atmosferi, a može varirati od 0,1 % do 8 %. Za usporedbu, solarni paneli pretvaraju svjetlost u električnu energiju uz učinkovitost od 6 – 20 % za masovno proizvedene panele, i iznad 40 % u laboratorijskim uređajima.
Učinkovitost reakcija ovisnih i neovisnih o svjetlu može se mjeriti, ali odnos između njih može biti složen. Na primjer, energijske molekule ATP i NADPH stvorene svjetlosnom reakcijom mogu se koristiti za fiksaciju ugljika ili za fotorespiraciju u C3 biljkama. Elektroni također mogu teći u druge ponore elektrona.
Fenomen poznat kao kvantni hod značajno povećava učinkovitost prijenosa energije svjetlosti. U fotosintetskoj stanici alge, bakterije ili biljke postoje molekule osjetljive na svjetlost koje se nazivaju kromofori, a raspoređene su u strukturu u obliku antene koja se naziva fotokompleks. Kada kromofor apsorbira foton stvara se kvazičestica eksciton. On skače s kromofora na kromofor prema reakcijskom središtu fotokompleksa, koji je skup molekula koje hvataju njegovu energiju u kemijskom obliku kako bi bio dostupan metabolizmu stanica. Valna svojstva ekscitona omogućuju mu pokrivanje šireg područja i isprobavanje nekoliko mogućih putanja istovremeno, omogućujući mu da trenutno 'odabere' najučinkovitiju putanju.
Budući da se kvantno hodanje odvija na temperaturama daleko višim od energija uobičajenih fenomena kvantne fizike, moguće je samo na vrlo kratkim udaljenostima. Prepreke u obliku destruktivne interferencije uzrokuju da čestica na trenutak izgubi svoja valna svojstva prije nego što ih ponovno dobije nakon što se klasičnim "skokom" oslobodi od zarobljenja. Kretanje elektrona prema fotocentru stoga je pokriveno nizom uobičajenih skokova i kvantnih šetnji.

## Evolucija
Fosili onoga što se smatra filamentnim fotosintetskim organizmima datirani su na 3,4 milijarde godina. Novija istraživanja također sugeriraju da je fotosinteza možda započela prije otprilike 3,4 milijarde godina.
Glavni izvor kisika u Zemljinoj atmosferi potječe od kisikove fotosinteze, a njezina se pojava ponekad naziva kisikovom katastrofom. Geološki dokazi sugeriraju da je kisikova fotosinteza, poput one kod cijanobakterija, postala važna tijekom paleoproterozoika prije otprilike 2 milijarde godina. Moderna fotosinteza u biljkama i većini fotosintetskih prokariota kisikova je.

### Simbioza i nastanak kloroplasta
Nekoliko skupina životinja uspostavilo je simbiotske odnose s fotosintetskim algama. Najčešći su kod koralja, spužava i moruzgava. Pretpostavlja se da je to zbog izrazito jednostavnog tijela i velikih površina ovih životinja u odnosu na njihov volumen. Nekoliko morskih mekušaca Elysia viridis i Elysia chlorotica također održavaju simbiotski odnos s kloroplastima koje uzimaju od alga u svojoj prehrani i zatim pohranjuju u svojim tijelima. To im omogućuje preživljavanje od nekoliko mjeseci samo uz pomoć fotosinteze. Neki od gena iz jezgre biljne stanice čak su transferirani u vrstu Elysia chlorotica, kako bi se kloroplasti mogli opskrbiti proteinima koji su im potrebni za održavanje.
Još bliži oblik simbioze mogao bi objasniti podrijetlo kloroplasta. Kloroplasti imaju mnogo sličnosti s fotosintetskim bakterijama, uključujući kružni kromosom, ribosom prokariotskog tipa i slične proteine u fotosintetskom reakcijskom centru. Endosimbiotska teorija sugerira da su fotosintetske bakterije endocitozom stekle rane eukariotske stanice kako bi formirale prve biljne stanice. Stoga bi kloroplasti mogli biti fotosintetske bakterije koje su se prilagodile životu unutar biljnih stanica. Poput mitohondrija, kloroplasti posjeduju vlastiti DNA, odvojen od jezgrinog DNA biljnih stanica domaćina, a geni u DNA-u kloroplasta nalikuju onima koji se nalaze u cijanobakterijama. DNA u kloroplastima kodira redoks-proteine poput onih koji se nalaze u fotosintetskim reakcijskim centrima. Hipoteza CoRR pretpostavlja da je ova kolokacija gena s njihovim genskim produktima potrebna za redoks regulaciju ekspresije gena i objašnjava postojanost DNA u bioenergetskim organelama.

### Fotosintetske eukariotske loze
U sljedećem popisu fotosintetskih eukariotskih loza isključeni su simbiotski i kleptoplastični organizmi:
- Glaukofite te crvene i zelene alge – arheplastidi (jednostanični i višestanični)
- Kriptofiti – kladus Cryptista (jednostanični)
- Haptofiti – kladus Haptista (jednostanični)
- Dinoflagelati i kromoridi u superfilumu Miozoa i Pseudoblepharisma u tipu Ciliophora – kladus Alveolata (jednostanični)
- Ochrophyta – kladus Stramenopila (jednostanični i višestanični)
- Hlorahniofiti i 3 vrste Paulinella u tipu Cercozoa – kladus Rhizaria (jednostanični)
- Euglenidi – kladus Excavata (jednostanični)

Osim euglenida, koje se nalaze unutar Excavate, sve one spadaju u Diaphoretickes. Archaeplastida i fotosintetska Paulinella dobile su svoje plastide, koji su okruženi s dvije membrane, primarnom endosimbiozom u dva odvojena događaja, inkorporacijom cijanobakterije. Plastidi u svim ostalim skupinama potječu od crvenih ili zelenih algi, te se nazivaju crvene loze i zelene loze. Jedina poznata iznimka je cilijarka Pseudoblepharisma tenue, koja osim svojih plastida koji potječu iz zelenih algi ima i ljubičastu sumpornu bakteriju kao simbionta. Kod dinoflagelata i euglenida plastidi su okruženi s tri membrane, a kod ostalih linija s četiri. Nukleomorf, ostaci izvorne algalne jezgre smještene između unutarnje i vanjske membrane plastida, prisutan je u kriptofitima (iz crvene alge) i klorarakniofitima (iz zelene alge). Dinoflagelati koji su izgubili fotosintetsku sposobnost kasnije su je ponovno stekli kroz nove endosimbiotske događaje s različitim algama. Iako mogu obavljati fotosintezu, mnoge od ovih eukariotskih skupina su miksotrofi i u različitim stupnjevima pribjegavaju heterotrofiji.

### Fotosintetske prokariotske loze
Smatra se da su rani fotosintetski sustavi, poput onih u zelenim i ljubičastim sumpornim bakterijama te zelenim i ljubičastim nesumpornim bakterijama bili anoksigeni i koristili su umjesto vode druge molekule kao donore elektrona. Smatra se da su zelene i ljubičaste sumporne bakterije koristile vodik i sumpor kao donore elektrona. Zelene nesumporne bakterije koristile su razne aminokiseline i druge organske kiseline kao donore. Ljubičaste nesumporne bakterije koristile su razne nespecifične organske molekule. Upotreba tih molekula u skladu je s geološkim dokazima da je Zemljina rana atmosfera u to vrijeme bila vrlo reducirajuća.
Uz moguću iznimku Heimdallarchaeota, fotosinteza nije prisutna kod arheja. Haloarheje su fototrofne i mogu apsorbirati energiju sunca, ali ne uzimaju ugljik iz atmosfere i stoga nisu fotosintetske. One umjesto klorofila koriste rodopsine, koji pretvaraju svjetlosnu energiju u ionske gradijente, ali ne mogu posredovati u reakcijama prijenosa elektrona.
Poznato je osam fotosintetskih loza bakterija:
- Cijanobakterije, jedini prokarioti koji izvode kisikovu fotosintezu i jedini prokarioti koji sadrže dvije vrste fotosustava: tip I (RCI), također poznat kao Fe-S tip, i tip II (RCII), također poznat kao kinonski tip. Sedam preostalih prokariota ima anoksigenu fotosintezu i koristi verzije tipa I ili tipa II.
- Chlorobi (zelene sumporne bakterije) tip I
- Heliobakterije tip I
- Chloracidobacterium tip I
- Proteobakterije (ljubičaste sumporne bakterije i ljubičaste nesumporne bakterije) tip II
- Chloroflexota (zelene nesumporne bakterije) tip II
- Gemmatimonadota tip II
- Eremiobacterota tip II

### Cijanobakterije i evolucija fotosinteze
Biokemijska sposobnost upotrebe vode kao izvora elektrona u fotosintezi razvila se jednom, u zajedničkom pretku postojećih cijanobakterija (prije nazivanih modrozelenim algama). Geološki zapisi pokazuju da se transformacijski događaj zbio rano u Zemljinoj povijesti, prije najmanje 2450 – 2320 milijuna godina (Ma), a nagađa se i mnogo prije. Budući da Zemljina atmosfera nije sadržavala gotovo nimalo kisika tijekom procijenjenog razvoja fotosinteze, vjeruje se da prve fotosintetske cijanobakterije nisu stvarale kisik. Dostupni dokazi iz geobioloških studija sedimentnih stijena iz arhaika (>2500 Ma) pokazuju da je život postojao prije 3500 Ma, ali pitanje kada je evoluirala fotosinteza kisika još uvijek nema odgovora. Jasan paleontološki prozor u evoluciju cijanobakterija otvorio se prije oko 2000 milijuna godina, otkrivajući već raznoliku biotu cijanobakterija. Cijanobakterije su ostale glavni primarni proizvođači kisika kroz proterozoik (2500 – 543 Ma), dijelom zato što je redoks struktura oceana pogodovala fotoautotrofima sposobnima za fiksaciju dušika.[nedostaje izvor] Zelene alge pridružile su se cijanobakterijama kao glavnim primarnim proizvođačima kisika na kontinentalnim pločama pri kraju proterozoika, ali tek u mezozoiku (251 – 66 milijuna godina) s dinoflagelatima, kokolitoforidima i dijatomejama došlo je do primarne proizvodnje kisika u morskim šelfovim vodama u sadašnjem obliku. Cijanobakterije su i dalje ključne za morske ekosustave kao primarni proizvođači kisika u oceanima, kao činitelji biološke fiksacije dušika i, u modificiranome obliku, kao plastidi morskih alga.

## Povijest

### Otkriće
Iako neki od koraka u fotosintezi još uvijek nisu potpuno shvaćeni, ukupna jednadžba fotosinteze poznata je od 19. stoljeća.
Jan van Helmont započeo je istraživanje procesa sredinom 17. stoljeća kada je pažljivo izmjerio masu tla koju koristi biljka i masu biljke dok raste. Nakon što je primijetio da se masa tla vrlo malo promijenila, pretpostavio je da masa biljke koja raste mora potjecati od vode, jedine tvari koju je dodao biljci u posudi. Njegova je hipoteza bila djelomično točna – velik dio dobivene mase dolazi od ugljikova dioksida, kao i vode. Međutim, to je bila signalna točka za ideju da većina biljne biomase dolazi od fotosinteze, a ne od samoga tla.
Svećenik i kemičar Joseph Priestley otkrio je da bi kada bi izolirao zrak u preokrenutoj posudi i u njoj zapalio svijeću svijeća izgorjela mnogo prije nego što bi ostala bez voska. Nadalje je otkrio da miš može na sličan način »ozlijediti« zrak. Zatim je pokazao da zrak koji su »ozlijedili« svijeća i miš može obnoviti biljka.
Godine 1779. Jan Ingenhousz ponovio je Priestleyjeve eksperimente. Otkrio je da je utjecaj Sunčeve svjetlosti na biljku ono što može miša držati živim nekoliko sati.
Godine 1796. švicarski pastor, botaničar i prirodoslovac Jean Senebier pokazao je da zelene biljke pod utjecajem svjetlosti troše ugljikov dioksid i oslobađaju kisik. Ubrzo nakon toga Nicolas-Théodore de Saussure pokazao je da povećanje mase biljke tijekom rasta ne može biti posljedica samo unosa CO2 već i ugradnje vode. Tako je zacrtana osnovna reakcija kojom se fotosinteza koristi za proizvodnju hrane kao što je glukoza.

### Dorade
Cornelis Van Niel došao je do ključnih otkrića objašnjavajući kemiju fotosinteze. Proučavajući ljubičaste sumporne bakterije i zelene bakterije, prvi je pokazao da je fotosinteza redoks-reakcija ovisna o svjetlosti, u kojoj vodik reducira (donira svoje atome kao elektrone i protone) ugljikovom dioksidu.
Robert Emerson otkrio je dvije svjetlosne reakcije testirajući produktivnost biljaka upotrebom svjetlosti različitih valnih duljina. Sa samo crvenom svjetlošću, svjetlosne reakcije bile su potisnute. Kad su se plava i crvena kombinirale, rezultat je bio značajniji. Postojala su dakle dva fotosustava, jedan koji je apsorbirao do 600 nm valne duljine, a drugi do 700 nm. Prvi je poznat kao PSII, a drugi je PSI. PSI sadrži samo klorofil a, PSII sadrži uglavnom klorofil a s većinom dostupnog klorofila b, među ostalim pigmentima. To uključuje fikobiline, koji su crveni i plavi pigmenti crvenih i plavih alga, te fukoksantol za smeđe alge i dijatomeje. Proces je najproduktivniji kada je apsorpcija kvanta jednaka u PSII i PSI, čime se osigurava da je ulazna energija iz antenskog kompleksa podijeljena između PSI i PSII sustava, što zauzvrat pokreće fotokemiju.
Robert Hill smatrao je da se kompleks reakcija sastoji od intermedijera do citokroma b6 (sada plastokinona), a da je drugi bio od citokroma f do koraka u mehanizmima stvaranja ugljikohidrata. Njih povezuje plastokinon, koji zahtijeva energiju za redukciju citokroma f. Hill je 1937. i 1939. izveo pokuse kojima je dokazao da kisik razvijen tijekom fotosinteze zelenih biljaka dolazi od vode. Pokazao je da izolirani kloroplasti otpuštaju kisik u prisutnosti neprirodnih redukcijskih sredstava poput željezova oksalata, fericijanida ili benzokinona nakon izlaganja svjetlu te da se kisik može razvijati bez redukcije CO2. U Hillovoj reakciji
2 H2O + 2 A + (svjetlost, kloroplasti) → 2 AH2 + O2
A je akceptor elektrona. Pod svjetlošću reducira se akceptor elektrona i razvija se kisik. Samuel Ruben i Martin Kamen upotrijebili su radioaktivne izotope kako bi utvrdili da kisik koji se oslobađa u fotosintezi dolazi od vode.
Upotrebom radioaktivnog izotopa ugljika C14 Melvin Calvin i Andrew Benson, zajedno s Jamesom Basshamom, razjasnili su put asimilacije ugljika (fotosintetski ciklus redukcije ugljika) u biljkama. Ciklus redukcije ugljika poznat je kao Calvinov ciklus, ali mnogi ga znanstvenici nazivaju Calvin-Bensonovim, Benson-Calvinovim ili Calvin-Benson-Basshamovim (CBB) ciklusom.
Nobelovac Rudolph A. Marcus poslije je uspio otkriti funkciju i značaj lanca prijenosa elektrona.
Otto Heinrich Warburg i Dean Burk otkrili su I-kvantnu reakciju fotosinteze koja cijepa CO2 aktiviran disanjem.
Godine 1950. Otto Kandler predstavio je prve eksperimentalne dokaze za postojanje fotofosforilacije in vivo koristeći intaktne stanice alge Chlorella i tumačeći svoja otkrića kao stvaranje ATP-a ovisno o svjetlosti. Godine 1954. Daniel I. Arnon i suradnici otkrili su fotofosforilaciju in vitro u izoliranim kloroplastima uz pomoć izotopa fosfora P32.
Louis N. M. Duysens i Jan Amesz otkrili su da će klorofil a apsorbirati jednu vrstu svjetla i oksidirati citokrom f, dok će klorofil a (i drugi pigmenti) apsorbirati drugu vrstu svjetla i reducirati taj isti oksidirani citokrom, navodeći da su te dvije svjetlosne reakcije u nizu.

### Razvoj koncepta
Godine 1893. američki botaničar Charles Reid Barnes predložio je dva pojma, fotosintaksa i fotosinteza, za biološki proces sinteze složenih ugljikovih spojeva iz ugljične kiseline, u prisutnosti klorofila, pod utjecajem svjetlosti. Pojam fotosinteza izveden je od grčkog phōs (φῶς za odsjaj) i sýnthesis (σύνθεσις za slaganje), dok je druga riječ bila fotosintaksa, od sintakse (σύνταξις za konfiguraciju). S vremenom je pojam fotosinteza ušao u opću upotrebu. Kasnije otkriće anoksigenih fotosintetskih bakterija i fotofosforilacije zahtijevalo je redefiniranje pojma.

### Istraživanje tipova C3 i C4
Kasnih 1940-ih na Kalifornijskom sveučilištu u Berkeleyju detalje fotosintetskog metabolizma ugljika razlučili su kemičari Melvin Calvin, Andrew Benson, James Bassham i mnoštvo studenata i istraživača koji su koristili tehnike izotopa ugljika-14 i papirne kromatografije. Put fiksacije CO2 pomoću alge Chlorella u djeliću sekunde na svjetlu rezultirao je molekulom od tri ugljika koja se naziva fosfoglicerinska kiselina (PGA). Za taj originalan revolucionarni rad Nobelova nagrada za kemiju dodijeljena je Melvinu Calvinu 1961. godine. Usporedno su fiziolozi biljaka proučavali izmjenu plinova u lišću koristeći novu metodu infracrvene plinske analize i lisnu komoru u kojoj su neto-stope fotosinteze bile u rasponu od 10 do 13 μmol CO2 · m−2 · s−1, sa zaključkom da sve kopnene biljke imaju iste fotosintetske kapacitete, koji su zasićeni svjetlošću s manje od 50 % intenziteta Sunčeve svjetlosti.
Od 1958. do 1963. na Sveučilištu Cornell otkriveno je da kukuruz uzgojen u polju ima mnogo veću stopu fotosinteze od 40 μmol CO2 · m−2 · s−1 i da proces nije zasićen ni pri punoj Sunčevoj svjetlosti. Ta viša stopa u kukuruzu bila je gotovo dvostruko veća od one uočene kod drugih vrsta kao što su pšenica i soja, što ukazuje na to da među višim biljkama postoje velike razlike u fotosintezi. Na Sveučilištu u Arizoni detaljno istraživanje izmjene plinova na više od 15 vrsta jednosupnica i dvosupnica otkrilo je po prvi put da su razlike u anatomiji lišća presudni čimbenici u razlikovanju fotosintetskih kapaciteta među vrstama. U tropskim travama, uključujući kukuruz, sirak, šećernu trsku i bermudsku travu, stope fotosinteze u listu bile su oko 40 μmol CO2 · m−2 · s−1, a lišće ima dvije vrste zelenih stanica. Tu je vrstu anatomije u 19. stoljeću botaničar Gottlieb Haberlandt nazvao Kranzovom anatomijom dok je proučavao anatomiju lišća šećerne trske. Biljne vrste s najvećom stopom fotosinteze i Kranzovom anatomijom imale su beznačajnu fotorespiraciju, vrlo nisku točku kompenzacije CO2, visoku optimalnu temperaturu, visok otpor stoma i niži otpor mezofila za difuziju plina i stope koje ne ulaze u zasićenje ni pri punoj Sunčevoj svjetlosti. Ove su vrste kasnije nazvane C4 biljkama jer prvi stabilni spoj fiksacije CO2 na svjetlu ima četiri ugljika kao malat i aspartat. Ostale vrste poput pamuka i suncokreta, koje nemaju Kranzovu anatomiju nazvane su tipom C3 jer je prvi stabilni ugljikov spoj PGA s tri ugljika. Pri 1000 ppm CO2 u zraku, i C3 i C4 biljke imale su slične stope fotosinteze u lišću od oko 60 μmol CO2 · m-2 · s-1 što ukazuje na potiskivanje fotorespiracije u C3 biljkama.

## Čimbenici
Četiri su glavna čimbenika koji utječu na fotosintezu:
- ozračenost svjetlošću i njezina valna duljina
- pritok vode
- koncentracija ugljikova dioksida
- temperatura.

Ukupna fotosinteza ograničena je nizom okolišnih čimbenika. To uključuje količinu dostupne svjetlosti, količinu lisne površine koju biljka ima za hvatanje svjetlosti (zasjenjenost drugih biljaka glavno je ograničenje fotosinteze), brzinu kojom se ugljikov dioksid može dostaviti kloroplastima za potporu fotosinteze, dostupnost vode i dostupnost odgovarajućih temperatura za provođenje fotosinteze.

### Intenzitet svjetlosti, valna duljina i temperatura
Proces fotosinteze osigurava glavni unos slobodne energije u biosferu i jedan je od četiri glavna načina na koje je zračenje važno za život biljaka.
Svjetlosna ozračenost unutar biljnih zajednica izrazito je promjenjiva, kako vremenski tako i prostorno.
Početkom 20. stoljeća Frederick Blackman i Gabrielle Matthaei istraživali su učinke intenziteta svjetlosti (ozračenja) i temperature na brzinu asimilacije ugljika. 
- Pri konstantnoj temperaturi, brzina asimilacije ugljika varira s ozračenjem, povećavajući se s povećanjem zračenja, ali dostižući plato pri većem ozračenju.
- Pri malom ozračenju, povećanje temperature ima mali utjecaj na brzinu asimilacije ugljika. Pri konstantnom visokom ozračenju, brzina asimilacije ugljika raste kako se temperatura povećava.

Ova dva eksperimenta ilustriraju nekoliko važnih stvari: 
- Poznato je da na fotokemijske reakcije općenito ne utječe temperatura. Međutim, eksperimenti jasno pokazuju da temperatura utječe na brzinu asimilacije ugljika, tako da moraju postojati dva skupa reakcija u punom procesu asimilacije ugljika. To su 'fotokemijski' stupanj ovisan o svjetlosti i neovisan o temperaturi te stupanj neovisan o svjetlosti, a ovisan o temperaturi.
- Blackmanovi eksperimenti ilustriraju koncept ograničavajućih faktora. Drugi ograničavajući faktor je valna duljina svjetlosti. Cijanobakterije, koje žive nekoliko metara ispod vode, ne mogu primiti valne duljine potrebne za fotoinducirano razdvajanje naboja u konvencionalnim fotosintetskim pigmentima. Kao rješenje toga problema cijanobakterije imaju kompleks za prikupljanje svjetla (phycobilisome)[93] koji se sastoji od niza bjelančevina s različitim pigmentima koji okružuju reakcijski centar.

### Razine ugljikova dioksida i fotorespiracija
Kako koncentracija ugljikova dioksida raste, brzina kojom se šećeri stvaraju reakcijama neovisnim o svjetlosti raste sve dok je ne ograniče drugi čimbenici. RuBisCO, enzim koji hvata ugljikov dioksid u reakcijama neovisnim o svjetlosti, ima afinitet vezanja i za ugljikov dioksid i za kisik. Kada je koncentracija ugljikova dioksida visoka, RuBisCO će fiksirati ugljikov dioksid. Međutim, ako je koncentracija ugljikova dioksida niska, RuBisCO će umjesto njega vezati kisik. Taj proces, nazvan fotorespiracija, koristi energiju, ali ne proizvodi šećere.
Aktivnost RuBisCO oksigenaze je nepovoljna za biljke iz nekoliko razloga:
1. Jedan produkt aktivnosti oksigenaze je fosfoglikolat (2 ugljika) umjesto 3-fosfoglicerat (3 ugljika). Fosfoglikolat se ne može metabolizirati Calvin-Bensonovim ciklusom i predstavlja ugljik izgubljen iz ciklusa. Visoka aktivnost oksigenaze stoga iscrpljuje šećere koji su potrebni za recikliranje ribuloza-1,5-bisfosfata i za nastavak Calvin-Bensonovog ciklusa.
2. Fosfoglikolat se brzo metabolizira u glikolat koji je toksičan za biljku u visokoj koncentraciji; inhibira fotosintezu.
3. Spašavanje glikolata je energetski skup proces koji koristi put glikolata, a samo se 75 % ugljika vraća u Calvin-Bensonov ciklus kao 3-fosfoglicerat. Reakcije također proizvode amonijak (NH3), koji može difundirati iz biljke, što dovodi do gubitka dušika.

Vrlo pojednostavljen sažetak reakcija jest
2 glikolat + ATP → 3-fosfoglicerat + ugljikov dioksid + ADP + NH3
Put spašavanja[prijevod?] produkata djelovanja RuBisCO oksigenaze poznatiji je kao fotorespiracija jer ga karakterizira potrošnja kisika ovisna o svjetlosti i oslobađanje ugljikova dioksida.

## Vanjske poveznice
- Fotosinteza. Hrvatska enciklopedija